# Ipomoea morongii
Ipomoea morongii är en vindeväxtart som beskrevs av James Britten. Ipomoea morongii ingår i släktet praktvindor, och familjen vindeväxter. Inga underarter finns listade i Catalogue of Life.